# Гимназическая улица (Одесса)
Гимназическая улица — улица Одессы, расположена в центральной части города, от Большой Арнаутской улицы до Итальянского бульвара.

## История
Известна с 1840-х годов. Первоначальное название — Безымянный переулок. В своей истории улица неоднократно меняла названия: Гимназическая улица (1898—1925), улица Вайсмана (1925—1941), снова — Гимназическая (1941—1957), Институтская улица (1957—1971), Иностранной коллегии улица (1971—1995). В 1995 году возвращено первоначальное название.
В 1898 году на углу с Ново-Рыбной улицей построили трехэтажное здание прогимназии (архитектор Николай Толвинский). В 1899 году учебное заведение преобразовали в 5-ю гимназию. Тогда же Безымянный переулок переименовали в Гимназическую улицу.
Здесь учились будущие писатели Корней Чуковский, Борис Житков, Валентин Катаев, Евгений Петров, идеолог сионизма Владимир Жаботинский, учёные Михаил Дикис, Сергей Ильченко, доктор Александр Турнер, архитектор Валентин Фельдштейн, композитор Михаил Раухвергер.

## Достопримечательности
д. 22 — Храм Святого Апостола Андрея Первозванного (Украинская греко-католическая церковь)

## Улица в кинематографе
На Гимназическую улицу (тогда называвшуюся — Иностранной коллегии) в фильме «Приморский бульвар» отправляется Саша искать Лену по обнаруженному им адресу на газете и там встречает Паниковского.